# رشيدة
رشيدة، قرية ومركز في محافظة المهد، والتابعة لمنطقة المدينة المنورة في السعودية. تقع في جنوب شرق المدينة المنورة، وتبعد عنها بمسافة تقارب 2000 كيلو مترا، وعن مهد الذهب بمسافة تقارب 90 كيلو مترا.

## مركز رشيدة
مركز رشيدة: هو من مراكز فئة (ب).
الموقع
يقع المركز في الجزء الشمالي الشرقي من محافظة المهد.
بعد المركز عن المحافظةيقع المركز على بعد 90 كم من المحافظة، والطريق المؤدي إليه أسفلني.